# Campeonato Europeu de Hóquei em Patins Masculino de 2014
O Campeonato Europeu de Hóquei em Patins de 2014 foi a 51ª edição do Campeonato Europeu de Hóquei em Patins, que se realiza a cada dois anos. Foi realizado pela 8ª vez em Espanha, em Alcobendas, entre os dias 14 e 19 de julho de 2014. Todos os jogos foram disputados no  Pabellón Amaya Valdemoro.

## Classificação final
| Pos | País     | P  | J | V | E | D | GM | GS | DG  |
| --- | -------- | -- | - | - | - | - | -- | -- | --- |
| 1   | Itália   | 13 | 5 | 4 | 1 | 0 | 20 | 13 | +7  |
| 2   | Espanha  | 11 | 5 | 3 | 2 | 0 | 37 | 13 | +24 |
| 3   | Portugal | 10 | 5 | 3 | 1 | 1 | 29 | 13 | +16 |
| 4   | Alemanha | 6  | 5 | 2 | 0 | 3 | 17 | 28 | –11 |
| 5   | França   | 3  | 5 | 1 | 0 | 4 | 10 | 20 | –10 |
| 6   | Suíça    | 0  | 5 | 0 | 0 | 5 | 7  | 33 | –26 |

## Jogos

### 1ª jornada
14 e 15 de Julho de 2014
| 14 de Julho de 2014 | Espanha                                                                           | 9 - 2  | Alemanha       | Pabellón Amaya Valdemoro, Alcobendas                        |
| 21h30 (CET)         | Bargalló 5', 22' Gil 6' Barroso 14' Adroher 23', 28' Costa 17' Baliu 25' Gual 35' | Report | Hages 13', 34' | Árbitro: Xavier Jacquart (França) e Roland Eggimann (Suiça) |

| 15 de Julho de 2014 | Suiça                             | 3 - 7  | Itália                                                        | Pabellón Amaya Valdemoro, Alcobendas              |
| 18h30 (CET)         | Kissling 6' Imhof 15' Greimel 31' | Report | Tataranni 7', 12', 22', 38' Motaran 18' Illuzzi 28' Cocco 34' | Árbitro: Rui Torres e Miguel Guilherme (Portugal) |

| 15 de Julho de 2014 | França                | 1-3    | Portugal                                          | Pabellón Amaya Valdemoro, Alcobendas                 |
| 20h00 (CET)         | Carlo di Benedetto 8' | Report | Luís Viana 16' Gonçalo Alves 19' Diogo Rafael 22' | Árbitro: Oscar Valverde e Francisco Garcia (Espanha) |

### 2ª jornada
16 de Julho de 2014
| 16 de Julho de 2014 | Alemanha                       | 2 - 3 | Itália                             |  |
| 18h30 (CET)         | L. Karschau 4' K. Karschau 31' |       | Cocco 33' Motaran 37' Ambrosio 40' |  |

| 16 de Julho de 2014 | Suiça | 0 - 5 | Portugal                                             |  |
| 20h00 (CET)         |       |       | Rodrigues 6' Silva 13' Alves 26' Nunes 28' Viana 35' |  |

| 16 de Julho de 2014 | Espanha                                                | 7 - 2 | França               |  |
| 21h30 (CET)         | Costa 14', 18' Adroher 20', 40' Baliu 30' Gil 37', 37' |       | Garcia 12' David 29' |  |

### 3ª jornada
17 de Julho de 2014
| 17 de Julho de 2014 | Suiça     | 1 - 2 | França             |  |
| 18h30 (CET)         | Imhof 24' |       | David 8' David 31' |  |

| 17 de Julho de 2014 | Portugal                                                                                                   | 13 - 3 | Alemanha                     |  |
| 20h00 (CET)         | Neves 9' Viana 11' Rodrigues 13', 17' Nunes 19' Barreiros 26', 27' Silva 27', 30', 32', 36' Alves 32', 33' |        | Hages 5' K. Karschau 6', 16' |  |

| 17 de Julho de 2014 | Espanha        | 2-2 | Itália           |  |
| 21h30 (CET)         | Costa 20', 38' |     | Ambrosio 5', 37' |  |

### 4ª jornada
18 de Julho de 2014
| 19 de Julho de 2014 | França   | 1-4 | Alemanha                                     |  |
| 18h30 (CET)         | Roux 12' |     | K. Karschau 3', 7' Schulz 9' L. Karschau 40' |  |

| 18 de Julho de 2014 | Portugal                | 2-3 | Itália                      |  |
| 20h00 (CET)         | Alves 16' Rodrigues 30' |     | Cocco 20', 35' Ambrosio 20' |  |

| 18 de Julho de 2014 | Suiça     | 1-13 | Espanha                                                                               |  |
| 21h30 (CET)         | Imhof (1) |      | Cancela (1) Gual (2) Bargalló (2) Costa (2) Barroso (1) Adroher (1) Baliu (1) Gil (3) |  |

### 5ª jornada
19 de Julho de 2014
| 19 de Julho de 2014 | Itália                                          | 5-4 | França                                     |  |
| 19h00 (CET)         | Pagnini 14' Motaran 16', 22' Tataranni 24', 27' |     | Garcia 10' David 15' Di Benedetto 18', 21' |  |

| 19 de Julho de 2014 | Suiça                   | 2-6 | Alemanha                                                                |  |
| 20h30 (CET)         | Kissling 14' Matter 28' |     | Schulz 9' Pereira 17' K. Karschau 20' Milewski 26' L. Karschau 29', 30' |  |

| 19 de Julho de 2014 | Espanha                                   | 6-6 | Portugal                                                      |  |
| 22h00 (CET)         | Gual 10' Gil 24', 33', 39', 40' Costa 33' |     | Rodrigues 3', 35' Barreiros 5' Rafael 32' Silva 32' Viana 35' |  |

| Campeões Europeus 2014 |
| ---------------------- |
|                        |
| ITÁLIA 3º              |